# Fichtenbach (Gemeinde Altmelon)
Fichtenbach ist eine Ortschaft und eine Katastralgemeinde der Gemeinde Altmelon im Bezirk Zwettl in Niederösterreich. Die Ortschaft hat 49 Einwohner (Stand 1. Jänner 2024).

## Geografie
Die Höfe der ehemaligen Holzfällersiedlung liegen wie aufgefädelt längs der von Westen nach Osten verlaufenden Ortsstraße. Vom Norden aus Altmelon kommend, teilt die Greiner Straße den Ort in zwei Hälften.

## Siedlungsentwicklung
Zum Jahreswechsel 1979/1980 befanden sich in der Katastralgemeinde Fichtenbach insgesamt 42 Bauflächen mit 9.439 m² und 2 Gärten auf 65 m², 1989/1990 gab es ebenso 42 Bauflächen. 1999/2000 war die Zahl der Bauflächen auf 119 angewachsen und 2009/2010 bestanden 78 Gebäude auf 117 Bauflächen.

## Geschichte
Laut Adressbuch von Österreich waren im Jahr 1938 in Fichtenbach keine Gewerbetreibenden ansässig.

## Bodennutzung
Die Katastralgemeinde ist landwirtschaftlich geprägt. 146 Hektar wurden zum Jahreswechsel 1979/1980 landwirtschaftlich genutzt und 6 Hektar waren forstwirtschaftlich geführte Waldflächen. 1999/2000 wurde auf 120 Hektar Landwirtschaft betrieben und 27 Hektar waren als forstwirtschaftlich genutzte Flächen ausgewiesen. Ende 2018 waren 110 Hektar als landwirtschaftliche Flächen genutzt und Forstwirtschaft wurde auf 31 Hektar betrieben. Die durchschnittliche Bodenklimazahl von Fichtenbach beträgt 15,3 (Stand 2010).